# Бърджис Мередит
Оливър Бърджис Мередит (на английски: Oliver Burgess Meredith) (16 ноември 1907 г. – 9 септември 1997 г.) е американски актьор. 

## Биография
Бърджис Мередит е роден на 16 ноември 1907 в Кливланд, Охайо.

### Кариера
Играе различни роли в няколко епизода на сериала „Зоната на здрача“, изпълнява ролята на злодея Пингвина сериала „Батман“ и играе треньора по бокс Мики Голдмил във филма „Роки“ и неговите продължения.

## Избрана филмография
| Година | Филм                         | Оригинално заглавие            | Роля              | Режисьор          |
| ------ | ---------------------------- | ------------------------------ | ----------------- | ----------------- |
| 1966   | Голяма ръка за малката дама  | A Big Hand for the Little Lady | Док Джоузеф Скъли | Фийлдър Кук       |
| 1969   | Златото на Маккена           | Mackenna's Gold                | Магазинер         | Джей Лий Томпсън  |
| 1970   | Имаше един нечестен човек... | There Was a Crooked Man...     | Мисури кит        | Джоузеф Манкевич  |
| 1976   | Роки                         | Rocky                          | Мики Голдмил      | Джон Авилдсън     |
| 1979   | Роки II                      | Rocky II                       | Мики Голдмил      | Силвестър Сталоун |
| 1981   | Откровени изповеди           | True Confessions               | Монсеньор Фарго   | Улу Гросбард      |
| 1982   | Роки III                     | Rocky III                      | Мики Голдмил      | Силвестър Сталоун |
| 1983   | Зоната на здрача: Филмът     | Twilight Zone: The Movie       | разказвач         | екип              |
| 1990   | Роки V                       | Rocky V                        | Мики Голдмил      | Джон Авилдсън     |